# أقحوان تاجي
الأقحوان التاجي أو الداودي هو نوع نباتي ينتمي إلى جنس الأقحوان من الفصيلة النجمية.